# Eleanor Dickinson
Eleanor „Ellie“ Dickinson (* 4. Juni 1998 in Carlisle) ist eine ehemalige britische Radsportlerin.

## Sportliche Laufbahn
2015 errang Eleanor Dickinson bei den Junioren-Bahneuropameisterschaften die Silbermedaille im Scratch.  Im Jahr darauf holte sie gemeinsam mit  Lauren Dolan, Rebecca Raybould und Jessica Roberts Bronze bei den Junioren-Europameisterschaften und im selben Jahr Gold mit Emily Kay, Manon Lloyd, Emily Nelson und Dannielle Khan beim Bahnrad-Weltcup in Glasgow.
2017 konnte sich Dickinson erneut bei Europameisterschaften in verschiedenen Altersklassen erfolgreich platzieren: Zunächst wurde bei den U23-Bahneuropameisterschaften mit Manon Lloyd U-23-Europameisterin im Zweier-Mannschaftsfahren und holte Silber Scratch, der Einerverfolgung und im Omnium. Im Oktober errang sie mit Elinor Barker den EM-Titel im Zweier-Mannschaftsfahren und mit Emily Kay, Manon Lloyd, Elinor Barker und Katie Archibald Bronze in der Mannschaftsverfolgung. 2018 und 2019 konnte sie den EM-Erfolg in der Mannschaftsverfolgung wiederholen. Bei Weltmeisterschaften 2019 errang der britische Vierer mit Dickinson, Laura Kenny, Elinor Barker und Katie Archibald Silber, ebenfalls im Jahr darauf.
Zum Ende des Jahres 2021 beendete Dickinson ihre Radsportlaufbahn.

## Erfolge

### Bahn
2015
- Junioren-Europameisterschaft – Scratch

2016
- Bahnrad-Weltcup in Glasgow – Mannschaftsverfolgung (mit Emily Kay, Manon Lloyd, Emily Nelson und Dannielle Khan)
- Junioren-Europameisterschaft – Mannschaftsverfolgung (mit Lauren Dolan, Rebecca Raybould und Jessica Roberts)

2017
- Weltcup in Milton – Zweier-Mannschaftsfahren (mit Katie Archibald)
- Europameisterin – Zweier-Mannschaftsfahren (mit Elinor Barker)
- Europameisterschaft – Mannschaftsverfolgung (mit Emily Kay, Manon Lloyd, Elinor Barker und Katie Archibald)
- U23-Europameisterin – Zweier-Mannschaftsfahren (mit Manon Lloyd)
- U23-Europameisterschaft – Scratch, Einerverfolgung, Omnium
- Britische Meisterin – Mannschaftsverfolgung (mit Manon Lloyd, Emily Nelson und Annasley Park )

2018
- Europameisterin – Mannschaftsverfolgung (mit Laura Kenny, Elinor Barker, Neah Evans und Katie Archibald)
- Weltcup in Milton – Zweier-Mannschaftsfahren (mit Katie Archibald), Mannschaftsverfolgung (mit Katie Archibald, Elinor Barker und Laura Kenny)
- Weltcup in London – Mannschaftsverfolgung (mit Katie Archibald, Laura Kenny, Neah Evans und Elinor Barker)

2019
- Weltmeisterschaft – Mannschaftsverfolgung (mit Laura Kenny, Elinor Barker und Katie Archibald)
- Europameisterin – Mannschaftsverfolgung (mit Laura Kenny, Elinor Barker, Neah Evans und Katie Archibald)
- Weltcup in Glasgow – Mannschaftsverfolgung (mit Katie Archibald, Elinor Barker und Neah Evans)

2020
- Weltmeisterschaft – Mannschaftsverfolgung (mit Laura Kenny, Neah Evans, Elinor Barker und Katie Archibald)

### Straße
2016
- Britische Junioren-Meisterin – Straßenrennen

## Teams
- 2016 Drops Cycling Team
- 2019 Drops